# Iver Olsen
Pour les articles homonymes, voir Olsen.
Iver Olsen (1904 – 5 novembre 1960) est un financier américain.
Il travaillait pour l'Office of Strategic Services et le War Refugee Board à Stockholm pendant la Shoah. Avec le financement du Board, il aida Raoul Wallenberg à sauver les Juifs de Hongrie.

## Biographie
Iver Olsen travailla au Département du Commerce dans les années 1930 puis pour le Département du Trésor durant la Seconde Guerre mondiale. En 1943, il fut envoyé en Suède en tant qu'attaché financier de l'ambassade américaine. Après la création du War Refugee Board, Roosevelt le désigna comme son représentant officiel auprès du Board, au printemps 1944, sur les conseils de Henry Morgenthau. Depuis Stockholm, Iver Olsen réussit à sauver de nombreux réfugiés juifs des pays Baltes. Ce fut lui qui confia à Raoul Wallenberg la mission de sauver le plus possible de Juifs en Hongrie et lui fournit les fonds du Board.
Après la guerre, il fut le conseiller économique de l'International Cooperation Administration. En 1954, il devint le responsable financier de Tripp and Co à  Washington. Il mourut à l'hôpital d'Arlington en 1960.

## Publication
- Iver C. Olsen, Rights of foreign shareholders of European corporations, United States Bureau of Foreign and Domestic Commerce, 1929 ISBN B0008AWPV4